# 京都市男女共同参画センター
京都市男女共同参画センター（きょうとしだんじょきょうどうさんかくセンター）は京都市中京区にある「男女共同参画の推進に資する活動の用に供するための」施設。ウィングス京都と称される。

## 概要
1994年に開設され、当初は男女総合センターと称していた。京都市中京区東洞院通六角下る御射山町262番地に位置する。公益財団法人京都市男女共同参画推進協会（旧・財団法人京都市女性協会）が指定管理者となって運営されている。
従前は、図書情報室スペースが充実していることが特徴であったが、2017年秋からはギャラリースペースに転用されることとなった。

## 施設
- イベントホール
- ビデオシアター
- スポーツルーム
- セミナー・会議室

## 交通アクセス
- 京都市営地下鉄烏丸線四条駅、阪急電鉄京都線烏丸駅から徒歩5分
- 京都市営地下鉄烏丸線・東西線 烏丸御池駅から徒歩5分